# Municipio de Horse Creek (Dakota del Sur)
El municipio de Horse Creek (en inglés: Horse Creek Township) es un municipio ubicado en el condado de Perkins en el estado estadounidense de Dakota del Sur. En el año 2010 tenía una población de 40 habitantes y una densidad poblacional de 0,3 personas por km².

## Geografía
El municipio de Horse Creek se encuentra ubicado en las coordenadas 45°54′17″N 102°52′4″O / 45.90472, -102.86778. Según la Oficina del Censo de los Estados Unidos, el municipio tiene una superficie total de 134.74 km², de la cual 134,63 km² corresponden a tierra firme y (0,08 %) 0,11 km² es agua.

## Demografía
Según el censo de 2010, había 40 personas residiendo en el municipio de Horse Creek. La densidad de población era de 0,3 hab./km². De los 40 habitantes, el municipio de Horse Creek estaba compuesto por el 95 % blancos y el 5 % eran de una mezcla de razas. Del total de la población el 0 % eran hispanos o latinos de cualquier raza.